# 拉格拉斯里
拉格拉斯里（法語：La Glacerie，法語發音：[la ɡlas(ə)ʁi]）是位于法国芒什省的一个旧市镇，属于瑟堡区。拉格拉斯里于1901年从图拉维尔划分成立。2016年，拉格拉斯里和另外4个市镇合并为新市镇科唐坦地区瑟堡。

## 地理
拉格拉斯里（49°36'51"N, 1°36'15"W）面积18.7 平方千米，位于法国诺曼底大区芒什省，该省份为法国西北部沿海省份，西、北、东北三面环大西洋，东起顺时针与卡爾瓦多斯省、奧恩省、马耶讷省和伊勒-维莱讷省接壤。
与拉格拉斯里接壤的市镇（或旧市镇、城区）包括：图拉维尔、布里、迪戈维尔、勒梅尼勒欧瓦勒。

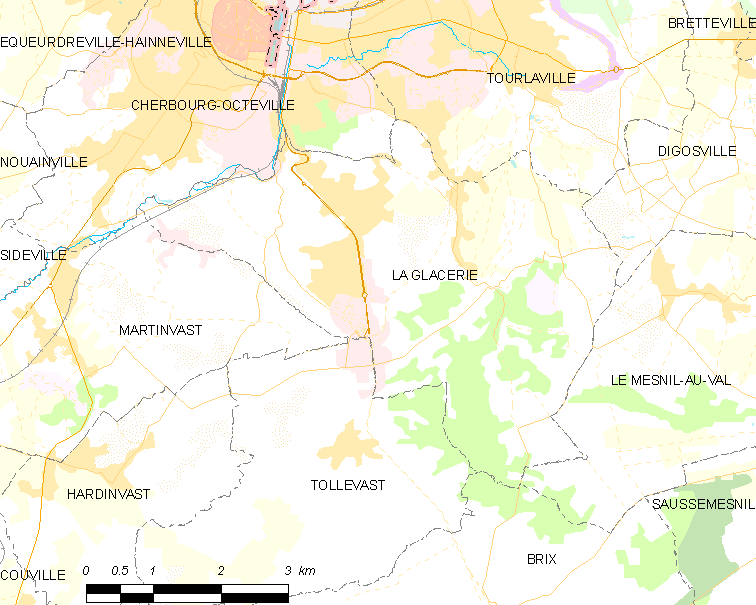
拉格拉斯里的OSM定位图

拉格拉斯里的时区为UTC+01:00、UTC+02:00（夏令时）。

## 行政
拉格拉斯里的邮政编码为50470，INSEE市镇编码为50203。

## 政治
拉格拉斯里所属的省级选区为科唐坦地区瑟堡第二县。

## 人口

1962-2008年间拉格拉斯里人口变化图示

拉格拉斯里于2018年1月1日时的人口数量为6070人。